# 过程强化
过程强化是指在生产和加工过程中运用新技术和新设备，极大地减小设备体积，极大地增加设备生产能力，显著地提高能量效率，大量地减少废物排放。
过程强化包括过程强化设备和过程强化方法两个方面。
- 过程强化设备包括新型反应器和新型单元操作设备。
- 过程强化方法则包括多功能反应器、组合分离、新能源和其它方法。

过程强化是在1995年第一届化工过程强化国际会议上Ramshaw首先提出的。